# Margarete Haagen
Margarete Haagen, född 29 november 1889 i Nürnberg, Bayern, Kejsardömet Tyskland, död 19 november 1966 i München, Västtyskland, var en tysk skådespelare. Haagen medverkade i över 100 tyska filmer.

## Filmografi, urval
- 1941 – Magdalena kollrar bort sin chef
- 1942 – Kleine Residenz
- 1946 – Under broarna
- 1947 – Autostrada
- 1948 – Adam, Eva och ormen
- 1948 – Film utan namn
- 1954 – Emil och detektiverna
- 1954 – Tre män i snö
- 1959 – En ängel på jorden
- 1960 – Kriminaltango